# 遼花 (歌手)
遼花 -haruka-（はるか）は、日本の女性シンガーソングライター。東京都出身。本名非公表。

## 概要
4歳の頃よりピアノ、11歳から作詞、作曲を始める。
14歳でソニーミュージックのSDオーディションに合格。高校時代にエレキギターを始める。
2005年、16歳で愛名のメジャーデビューシングル「ささくれの木/やさしいさよなら」の作詞を担当する。
2008年1月16日、シングル「ムネニキボウヲ」でポニーキャニオンよりメジャーデビュー。2ndシングル「君の味方」をリリース後、同年夏、活動を停止。デビュー当時の所属事務所はスターダスト音楽出版であった（現在は離脱）。19歳でギターの演奏力をフェンダージャパンに認められ、オリジナルのテレキャスターのカスタムメイド、エンドースを受ける。
2013年11月12日、自主レーベルより1stミニアルバム「Hymns To My Soul」をリリース。
2014年10月29日、1stフルアルバム「Anthems」をリリース。全曲の作詞作曲、歌、ギターに加え、ベースギターやシンセサイザーの一部も本人が演奏している。
2017年11月10日、2ndフルアルバム「Unite!」をリリース。

## ディスコグラフィー

### シングル
1. ムネニキボウヲ（2008年1月16日）
  - テレビ東京系アニメ『BLUE DRAGON』オープニングテーマ
2. 君の味方（2008年3月5日）
  - 日本テレビ系『音楽戦士 MUSIC FIGHTER』POWER PLAY
  - 大分朝日放送『SOLD OUT』POWER PLAY
  - MROラジオ『音どけ』2008年3月度第2部使用曲

### アルバム
1. Hymns To My Soul （全5曲、2013年11月12日発売）
2. Anthems　(全10曲、2014年10月29日発売)
3. Unite!（全10曲、2017年11月10日発売）

## 楽曲提供
- 愛名「ささくれの木/やさしいさよなら」作詞（2005年）